# شهرك زيوة
شهرك زيوة هي قرية في مقاطعة أرومية، إيران. عدد سكان هذه القرية هو 1,787 في سنة 2006.